# ArenaBowl XXXI
Match précédent Match suivant
L'ArenaBowl XXXI était le match de championnat de la saison 2018 de l'Arena Football League.Le jeu a été diffusé sur CBS Sports Network, AFLNow et Twitter. Il comportait Valor de Washington, quatrième de la saison régulière, et la Brigade de Baltimore, deuxième, à la Royal Farms Arena de Baltimore. Il s'agissait du premier championnat ArenaBowl pour les deux équipes, qui étaient des équipes d'expansion la saison précédente,. Les deux équipes étaient la propriété de Ted Leonsis, ce qui lui donnait son deuxième titre de champion en six semaines après la victoire de son équipe des Capitals de Washington dans la finale de la Coupe Stanley 2018 de la NHL. Le sponsor principal du match était Bud Light.
Les quatre équipes de l'AFL se sont qualifiées pour les playoffs 2018. Les séries éliminatoires consistaient en une série de demi-finales aller-retour, les gagnants étant déterminés par leur score total. Alors qu’il restait une semaine dans la saison régulière 2018 et une égalité à trois pour la première fois, la ligue a annoncé que l'ArenaBowl serait accueilli par le vainqueur des demi-finales, avec un nombre de spectateurs moyen plus élevé au cours de la saison, au lieu d’utiliser un avantage décisif ou un avantage de terrain basé sur les bilans.
Baltimore (2e au classement) a vaincu le Soul de Philadelphie (3e) par un score combiné de 111–86, Baltimore remportant les deux matchs, 57–45 au premier match et le deuxième à 54–41. Washington, quatrième, a battu le premier , l'Empire d'Albany, par un score combiné de 103–97, où Albany a remporté le match un 57–56 en prolongation et le deuxième match a été remporté par Washington 47–40.
Une fois les demi-finales terminées, contrairement à la précédente déclaration de la ligue sur l’équipe hôte, la Brigade de Baltimore, mieux classée, et non la Valor de Washington, plus courue, a accueilli l'ArenaBowl XXXI à la Royal Farms Arena. La résidence principale de Valor, la Capital One Arena, avait déjà prévu des rénovations estivales qui devaient débuter à ce moment. Washington a battu  Baltimore par un score final de 69 à 55.

## Sommaire du match
Le wide receiver  de Washington, Doug McNeil III a capté huit passes pour 95 yards et trois touchdowns et a ajouté un touchdown sur un retour de kickoff pour devenir le joueur offensif du match. Le défenseur Svante Davenport a été nommé joueur défensif du match après avoir marqué deux interceptions et récupéré en fumble.
Washington a ouvert le match avec un drive de six minutes et 47 yards qui s'est terminée par un touchdown à la course de 1 yard par Nelson - son premier de cinq de la nuit. Baltimore a répondu rapidement lorsque le quarterback Randy Hippeard a trouvé Brandon Collins pour un touchdown de 18 yards lors du deuxième drive de la Brigade depuis la ligne de scrimmage. Washington a perdu le ballon sur la possession suivante après qu'un touchdown ait été annulé pour une passe en avant illégale. Ils n’ont pas perdu de temps pour reprendre possession du ballon lorsque Davenport a intercepté une passe de Hippeard dans la zone des buts pour permettre à Nelson de marquer le deuxième touchdown de la rencontre leur permettant de mener 14-7. Hippeard a retrouvé Collins pour un deuxième TD , celui-ci de 37 yards , pour égaliser le match à 14. Le troisième touchdown au sol de Nelson a valu un TD et un récupération de Chris Duvalt sur un onside kick suivi d'un retour pour porter le score à 28-14 avec un peu moins d'une minute dans la première moitié. Au coup d’envoi qui a suivi, Baltimore a récupéré le kickoff, se préparant pour un autre touchdown en deux jeux, réduisant ainsi le score à 28-20. À seulement six secondes à jouer dans la première mi-temps, Nelson a égalé un record d'ArenaBowl avec son quatrième touchdown du match, créant ainsi une avance de 35 à 20 pour le Valor.
Après une interception de Hippeard lors du premier drive de Baltimore en deuxième mi-temps, Washington a augmenté son avance à 42-20 lorsque Nelson a retrouvé McNeil III pour un touchdown de 11 yards - son premier des quatre TD consécutifs qu'il va marquer pour le Valor. Lors du coup d'envoi qui a suivi, Brandon Thompkins a retourné le ballon sur la ligne des 10 verges de Valor avant de le lâcher dans la zone des buts, mais il a été récupéré par le defensive end de Brigade, Michael Knight, pour un touchdown de Baltimore. Les trois dernières minutes du troisième quart ont été marquées par deux touchdowns de Nelson à McNeil III et par un TD de 57 yards sur un retour de kickoff par Thompkins. Washington menait au quatrième quart-temps, 56-34. Au début du quatrième quart-temps de Baltimore, Hippeard se précipite hors de sa poche de protection et trouve Thompkins dans le coin de la zone des buts pour ramener la Brigade à deux possessions. McNeil III a capté la tentative d'onside kick adverse et l'a retourné pour un touchdown de sept verges, ce qui a permis à Washington de remonter à 22 points d'avance. Deux Td consécutifs de Baltimore - une course de deux yards de Rory Nixon et une passe à Collins de Hippeard - a réduit l'avance à huit points avec moins de trois minutes à jouer. Baltimore n’a pas été en mesure de ralentir l’attaque de Valor sur le drive suivant, alors que Nelson a inscrit son cinquième touchdown, plaçant Washington à 69-55 et remportant le titre de l'ArenaBowl XXXI.

## Évolution du score
| Temps           | Description des actions                                                                     | Score WA-BA | Score WA-BA |
| --------------- | ------------------------------------------------------------------------------------------- | ----------- | ----------- |
| 1er Quart-temps |                                                                                             |             |             |
| 08:24           | TD de 1 yard à la course par Nelson (PAT de Clarke)                                         |             | 7-0         |
| 06:11           | TD de 18 yards par Collins suite d'une passe de Hippeard (PAT de Lewis)                     | Égalité     | 7-7         |
| 2e Quart-temps  |                                                                                             |             |             |
| 08:41           | TD de 6 yards à la course par Nelson (PAT de Clarke)                                        |             | 14-7        |
| 06:40           | TD de 37 yards par Collins suite d'une passe de Hippeard (PAT de Lewis)                     | Égalité     | 14-14       |
| 01:49           | TD de 14 yards à la course par Nelson (PAT de Clarke)                                       |             | 21-14       |
| 00:55           | Net recovery retourné pour 33 yards par Duvalt (PAT de Clarke)                              |             | 28-14       |
| 00:44           | TD de 9 yards par Sims suite d'une passe de Hippeard (conversion de 2 pts manquée par Boyd) |             | 28-20       |
| 00:06           | TD de 1 yard à la course par Nelson (PAT de Clarke)                                         |             | 35-20       |
| 3e Quart-temps  |                                                                                             |             |             |
| 08:11           | TD de 11 yards par McNeil III suite d'une passe de Nelson (PAT de Clarke)                   |             | 42-20       |
| 06:43           | Fumble retourné par Knight (PAT de Lewis)                                                   |             | 42-27       |
| 03:29           | TD de 34 yards par McNeil III suite d'une passe de Nelson (PAT de Clarke)                   |             | 49-27       |
| 02:19           | Kickoff retourné pour 57 yards par Thompkins (PAT de Lewis)                                 |             | 49-34       |
| 00:59           | TD de 14 yards par McNeil III suite d'une passe de Nelson (PAT de Clarke)                   |             | 56-34       |
| 4e Quart-temps  |                                                                                             |             |             |
| 12:50           | TD de 5 yards par Thompkins suite d'une passe de Hippeard (PAT de Lewis)                    |             | 56-41       |
| 12:14           | Kickoff retourné pour 7 yards par McNeil III (PAT de Clarke)                                |             | 63-41       |
| 10:33           | TD de 2 yards à la course par Nixon (PAT de Lewis)                                          |             | 63-48       |
| 02:44           | TD de 10 yards par Collins suite d'une passe de Hippeard (PAT de Lewis)                     |             | 63-55       |
| 00:51           | TD de 5 yards à la course par Nelson (PAT manqué de Clarke)                                 |             | 69-55       |

## Les équipes en présence
| Joueur             | Position | Université                |
| ------------------ | -------- | ------------------------- |
| Nick Addison       |          | Bethune-Cookman           |
| James Atoe         |          | Washington                |
| Shane Austin       | QB       | Hawai'i                   |
| Tracy Belton       | DB       | Massachusetts             |
| Austin Brown       |          | Miami (OH)                |
| Zack Bullock       |          | South Florida             |
| Patrick Clarke     |          | Buffalo                   |
| JR Collins         |          | Virginia Tech             |
| Will Corbin        |          | Appalachian State         |
| Qua Cox            |          | Jackson State             |
| Jared Dangerfield  | WR       | Western Kentucky          |
| Svante Davenport   |          | North Alabama             |
| Nick Davila        | QB       | Cincinnati                |
| Oshay Dunmore      | DB       | Southern Oregon           |
| Chris Duvalt       | WR       | Illinois                  |
| Michael Everett    |          | Southwest Minnesota State |
| Roosevelt Falls    | LB       | Louisiana Tech            |
| Jimmy Gordon       |          | Buffalo                   |
| Reggie Gray        | WR/DB    | Western Illinois          |
| Roderick Henderson |          | Alabama State             |
| Alvin Jackson      | WR/LB    | Albany State (GA)         |
| Michael Knight     |          | Minnesota West CC         |
| John Law           |          | Appalachian State         |
| Douglas McNeil     |          | Bowie State (MD)          |
| Arvell Nelson      | QB       | Texas Southern            |
| Fred Obi           |          | San Diego                 |
| Anthony Parker     | OL       | Western Michigan          |
| Jake Payne         |          | Shenandoah (VA)           |
| Josh Reese         |          | Central Florida           |
| Greg Reid          | DB       | Florida State             |
| Kent Richardson    | WR/DB    | West Virginia             |
| Brandon Sesay      | LB       | Texas Tech                |
| Khreem Smith       | DE       | Oklahoma St.              |
| Warren Smith       |          | Maine                     |
| TT Toliver         | WR       | Bethune-Cookman           |
| Siosifa Tufunga    |          | Washington                |
| Josh Victorian     | CB       | Louisiana Tech            |
| David Washington   |          | Faulkner                  |
| Reggie Wilson      |          | Texas-Austin              |
| Rod Windsor        | WR       | Western New Mexico State  |

| Joueur            | Position  | Université              |
| ----------------- | --------- | ----------------------- |
| Rodney Austin     | G         | Elon                    |
| Willie Bailey     |           | Florida                 |
| Mykel Benson      | FB/LB     | Florida A&M             |
| Damien Borel      |           | Butte CC (CA)           |
| Shane Boyd        | QB        | Kentucky                |
| LaMark Brown      |           | Minnesota State-Mankato |
| Brandon Collins   |           | Southeastern Louisiana  |
| Rodney Fritz      | DL, DE    | Tennessee State         |
| Virgil Gray       | WR/DB, Dc | Rhode Island            |
| Randy Hippeard    | QB        | Virginia-Wise           |
| Kendrick Ings     |           |                         |
| Dexter Jackson    | DL        | Bethune-Cookman         |
| Michael Knight    |           | Minnesota West CC       |
| Royce Lafrance    | DL        | Tulane                  |
| Justin Lawrence   | FB/LB     | Morgan State            |
| Mark Lewis        | K         | Florida International   |
| Colin Madison     | OL        | Temple                  |
| Jordan McCray     |           | Central Florida         |
| Douglas McNeil    |           | Bowie State (MD)        |
| Rory Nixon        |           | St. Augustine`s         |
| Fred Obi          |           | San Diego               |
| Joe Powell        |           | Globe Tech              |
| Quentin Sims      |           | Tennessee-Martin        |
| DJ Stephens       | WR        | Arkansas-Monticello     |
| Terrance Taylor   | DL        | Michigan                |
| Clevan Thomas     | DB        | Florida State           |
| Brandon Thompkins | WR        | Arkansas State          |
| Josh Victorian    | CB        | Louisiana Tech          |
| Milton Williams   |           | Delaware State          |

## Statistiques par équipe
| Données                   | Washington | Baltimore |
| ------------------------- | ---------- | --------- |
| 1er Downs                 | 19         | 16        |
| Yards à la course         | 46         | -2        |
| Yards à la passe          | 223        | 288       |
| Fumbles/Perdu             | 0/0        | 4/3       |
| Yards en retour de Fumble | 33         | 0         |
| Pénalités/Yards           | 8/41       | 3/16      |
| Temps de possession       | 37:50      | 22:10     |
| Conversion de 3e Down     | 8/10       | 2/3       |
| Conversion de 4e Down     | 0/1        | 0/0       |